# Lučenec
Lučenec és una ciutat d'Eslovàquia. Es troba a la regió de Banská Bystrica, és capital del districte de Lučenec. Es troba a 50 km al sud-est de Banská Bystrica.

## Història
La primera menció escrita de la vila es remunta al 1262.
La vila fou annexionada per Hongria després del primer arbitratge de Viena el 2 de novembre de 1938, any en què tenia 12.467 habitants, 2.099 d'origen jueu. El nom de la vila abans de la Segona Guerra Mundial era Lučenec/Losonc, i durant el període del 1938 al 1945 el nom que s'emprava era l'hongarès Losonc. Després de l'alliberament, la vila es reintegrà a la reconstituïda Txecoslovàquia.

## Demografia
| Godina             | 1994   | 2004   | 2014   | 2024    |
| ------------------ | ------ | ------ | ------ | ------- |
| Nombre de persones | 29.023 | 28.039 | 28.204 | 24.661  |
| Diferència         |        | −3,39% | +0,58% | −12,56% |

| Godina             | 2023   | 2024   |
| ------------------ | ------ | ------ |
| Nombre de persones | 25.018 | 24.661 |
| Diferència         |        | −1,42% |

## Ciutats agermanades
- Louny, República Txeca
- Salgótarján, Hongria
- Pápa, Hongria

1. 1 2  «Počet obyvateľov podľa pohlavia - obce (ročne) [om7101rr_obce=AREAS_SK]».   Statistical Office of the Slovak Republic, 31-03-2025. [Consulta: 31 març 2025].